# 주슬로바키아 대한민국 대사관
주슬로바키아 대한민국 대사관(슬로바키아어: Veľvyslanectvo Kórejskej republiky na Slovensku)은 슬로바키아 브라티슬라바에 개설된 대한민국 외교부 소속의 대사관이다.

## 역사
슬로바키아 정부는 1993년 1월 1일에 체코슬로바키아의 해체를 계기로 독립함과 동시에 대한민국과 수교했고 대한민국 서울에 주한 슬로바키아 대사관을 설립했다. 반면 대한민국 정부는 슬로바키아와 수교한 이후에 한동안 주체코 대한민국 대사관에서 슬로바키아와 관련된 외교 임무를 겸임해 왔다. 그러다가 2006년 3월에 대한민국 정부가 슬로바키아 브라티슬라바에 대사대리를 상주시켰고 2006년 8월 24일에 개정된 《외교통상부와 그 소속 기관 직제》(대통령령 제19659호)에 따라 주슬로바키아 대한민국 대사관을 설립할 법적 근거가 마련되었다. 2007년 1월을 기해 주슬로바키아 대한민국 대사관이 정식 개관했다.

## 역대 대사
- 2006년 3월~2007년 1월: 대사대리 정주헌
- 2007년 1월~2009년 11월: 제1대 대사 박용규
- 2009년 11월~2012년 9월: 제2대 대사 서석숭
- 2012년 9월~2015년 11월: 제3대 대사 박상훈
- 2015년 11월~2018년 11월: 제4대 대사 이태로
- 2018년 11월~2021년 12월: 제5대 대사 정병화
- 2021년 12월~현재: 제6대 대사 이병도

## 같이 보기
- 대한민국-슬로바키아 관계
- 주한 슬로바키아 대사관